# Dimethoxy(dimethyl)silan
Dimethoxy(dimethyl)silan ist eine chemische Verbindung aus der Gruppe der Organosilane.

## Gewinnung und Darstellung
Dimethoxy(dimethyl)silan kann durch Pyrolyse von Bis((methoxy)dimethyl)disilan in Gegenwart von Dimethylacetylen gewonnen werden, wobei neben Dimethoxy(dimethyl)silan auch Tetramethylsilacyclopropen entsteht.
Es kann auch durch Reaktion von Methanol mit Tetramethyldisilazan gewonnen werden.
Eine direkte Synthese von Dimethoxy(dimethyl)silan kann durch die Reaktion zwischen Siliziumatomen und festem Dimethylether bei 60 K und gleichzeitiger Bestrahlung mit UV-Licht (254 nm) erreicht werden.

## Eigenschaften
Dimethoxy(dimethyl)silan ist eine leicht entzündbare, farblose Flüssigkeit, die sich in Wasser zersetzt.

## Verwendung
Dimethoxy(dimethyl)silan wird als Silylierungsmittel für Diole, als Monomer zur Synthese von Siliconpolymeren oder Siliconharzen und als Zwischenprodukt bei der Herstellung anderer siliciumorganischer Stoffe verwendet. Es wird auch in der Oberflächenbehandlung von Nichtmetallen eingesetzt, um die Hafteigenschaften von Oberflächen zu verbessern. Weiterhin dient es auch in Dichtungsmitteln, in Silikonpolymerzubereitungen (zur Herstellung von Elastomeren), im Formenbau, in der Halbleiterherstellung, als Laborchemikalie in der Forschung und Entwicklung.

## Sicherheitshinweise
Die Dämpfe von Dimethoxy(dimethyl)silan können mit Luft ein explosionsfähiges Gemisch (Flammpunkt −10,5 °C) bilden.